# فريدريك إدغار فيرغسون
فريدريك إدغار فيرغسون (بالإنجليزية: Frederick Edgar Ferguson)‏ هو عسكري أمريكي، ولد في 18 أغسطس 1939 في بايلوت بوينت في الولايات المتحدة.